# 休会任命
休会任命（きゅうかいにんめい、Recess Appointment）はアメリカ合衆国における政治制度の一つ。連邦議会の休会中に大統領が議会の承認なしで政府高官を任命すること。
なお、日本の国会の場合はある会期と次の会期の間の呼称は「閉会（中）」とされており、「休会」はある会期の最中における一時的休止を指す（つまり閉会中の暫定的任命はあっても休会中の暫定的任命はない）ため、この「休会任命」の語を日本の制度説明に流用する場合は注意を要する。

## 概説
アメリカ合衆国大統領が、アメリカ合衆国の上院の休会中に空席となっている連邦議会の承認が必要な人事を任命することを意味する。
任命もしくは指名は次の会期末までに上院により承認される必要があり、さもなくばその職は再び空席となる。休会任命は合衆国憲法の第2条第2節により認められている。「大統領は上院の休会中に生じうるすべての空席を、次の会期末を期限として任命により埋める権限を有する。」
大統領は、上院の支持を得がたい人物や、強い反対を受ける人物を休会任命したことがある。休会任命は次の会期末までにこのような反対が減少するもしくは説得できるとの期待の下で行われる。ここ数年では休会中任命は反対派をより強く反対に導いた。
学者や法律の専門家は、大統領が休会任命するにあたって上院は何日間休会していなければならないかということに関して、一致していない。セオドア・ルーズベルト大統領は上院が1日休会中に数度の休会任命を行った。

## 使用例
休会中任命は合衆国建国以来行われてきている。ジョージ・ワシントン大統領は1795年の議会休会中にサウスカロライナ州のジョン・ルトリッジを連邦最高裁長官に任命した。ルトリッジの政治的観点と度重なる精神疾患により、上院はルトリッジの任命を否決した。ルトリッジは後に自殺未遂を起こした。
1956年、休会中にアイゼンハワー大統領はニュージャージー州のウィリアム・ブレナン裁判官を連邦最高裁判事に任命した。これは幾分かはこの年の大統領選挙戦を目的として行われた。アイゼンハワーは再選に出馬していて、アイゼンハワーの顧問は最高裁判所に北東部のカトリック教徒を任命することが政治的有利になると考えた。ブレナンは次会期で直ちに追認された。アイゼンハワーは他に2度休会任命を行った。
ロナルド・レーガンは彼の2期就任中に243回の休会中任命を行った。ジョージ・H・W・ブッシュは1期中に77回行った。
ビル・クリントン大統領はビル・ラン・リーの積極的差別是正措置への強い支持が上院の反対を招くと明らかになった時、彼を公民権担当司法長官補に休会任命した。同様に上院がジェームズ・ホーメルの在ルクセンブルク大使への推薦に同意しなかった際、クリントン大統領は休会任命した。多数の人は上院が同意しなかったのはホーメルが同性愛者であったからだと感じた。またホーメルは初のカミングアウトした同性愛者のアメリカ大使となった。クリントン大統領は1期中140回の休会任命を行った。
ジョージ・W・ブッシュ大統領は連邦控訴裁判所への判事推薦が民主党による議事妨害の対象となった時、休会任命を用いた。連邦第五巡回区裁判所判事チャールズ・W・ピカリングは休会任命の期限が切れると再任命の選考から外された。2005年8月1日時点でブッシュ大統領は106回の休会任命を行った。
2005年8月1日、ブッシュ大統領はジョン・ボルトンの国連アメリカ大使への休会任命を行った。ボルトンは上院で国務次官時代の部下に対する威圧政治や国連否定ともとれる発言、国家安全保障局による不当な市民の通信傍受を理由に民主党から反対されていた。ボルトンは新しい議会が開かれる2007年1月を待たずに、2006年12月末をもって辞任した。